# 上巴恩 (英國國會選區)

上巴恩在北愛爾蘭的位置

上巴恩（英語：Upper Bann），英國國會一郡選區，位於北愛爾蘭，包括克雷加文區全部及班布里奇區一部，創設於1983年。因流入內湖的上巴恩河而得名。
本區屬親英選區。2005年前當區議員屬北愛爾蘭統一黨，而在2010年大選中北愛民主統一黨的大衛·辛普森以33.8%選票勝出該區連任成功。

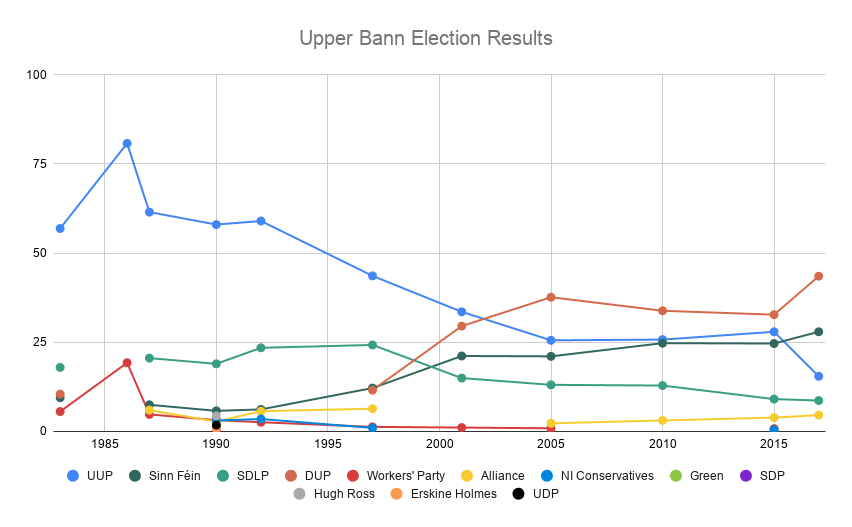
歷年來選舉結果